# 郭健 (1958年)
郭健（1958年—），内蒙古阿鲁科尔沁旗人，蒙古族，中华人民共和国政治人物、第十一届全国人民代表大会内蒙古地区代表。
毕业于巴彦淖尔教育学院中文系中文专业。加入中共，担任内蒙古自治区农牧业厅厅长。2008年起担任全国人大代表。